# Hylobia bifasciata
Hylobia bifasciata là một loài bọ cánh cứng trong họ Melandryidae. Loài này được Broun miêu tả khoa học năm 1880.